# 华北平原

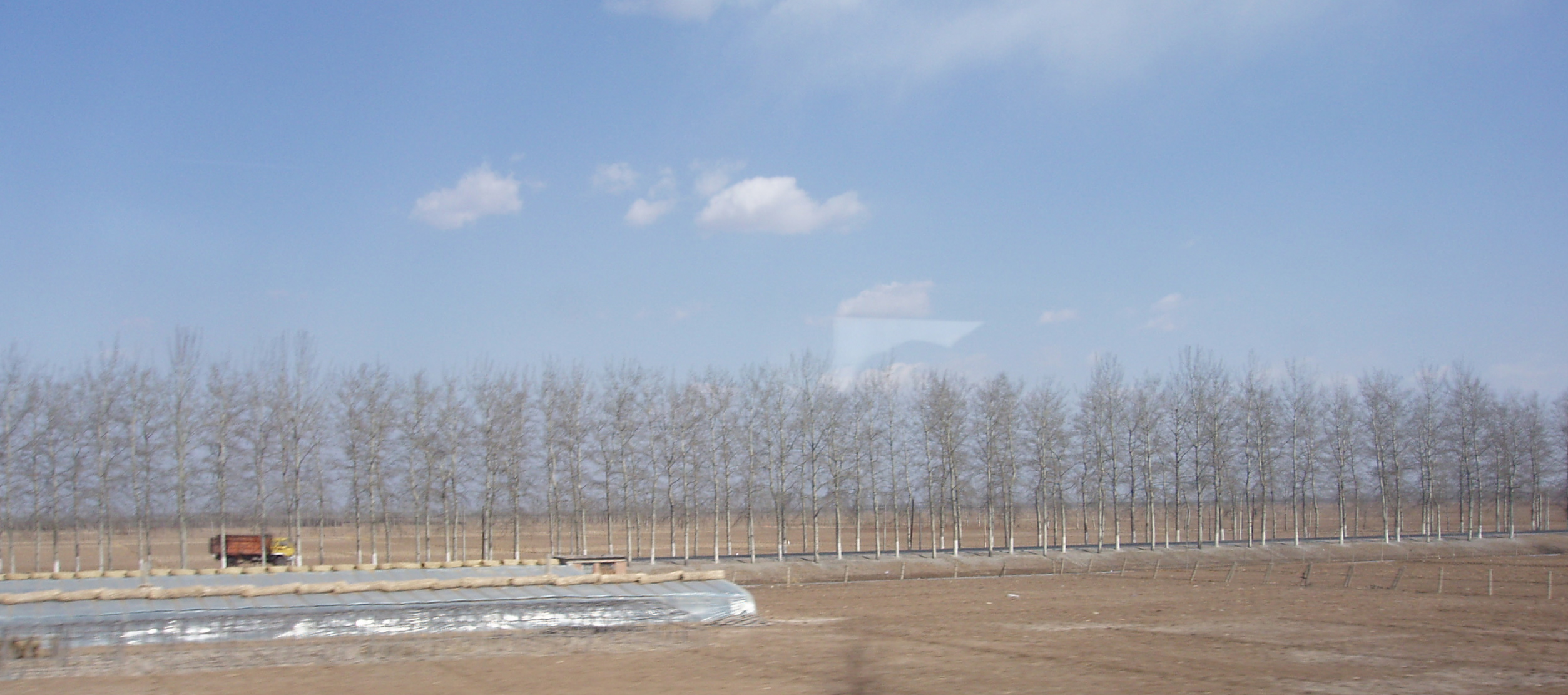
冬季的华北平原景象

华北平原亦称黄淮海平原，位于中国华北地区，属于燕山运动构成的沉降地带。其西起太行山和伏牛山，东到黄海、渤海和山东丘陵，北依燕山，南至大别山区一线与长江流域分界，跨越河北、山东、河南、安徽、江苏、北京、天津等省市，面积达30万平方公里。华北平原地势低平，多在海拔50米以下，是典型的冲积平原，是由于黄河、海河、淮河、滦河等所带的大量泥沙沉积所致，多数地方的沉积厚达七八百米，最厚的开封、商水一带达5000米。目前，华北平原的面积还在扩大。华北平原是中国的重要粮棉油产地。

## 形成
华北平原是海河、黄河、淮河等河共同堆积成的大平原，在巨大拗陷盆地中堆积了中生界、新生界沉积物。新生界总厚度可达5000米，小者也有1500米。
从构造上来说，华北平原在中生代为隆起区，局部发育了断陷盆地；新生代断块活跃，古近纪形成一系列次级断陷盆地；新近纪、第四纪堆积范围扩大，形成连片的大平原；同时边缘断块山隆起；新生代相对下沉，形成较厚的沉积。
黄河在孟津下形成巨大的冲积扇；冲积扇中轴淤积较高，成为分水脊，将淮、海河分隔南北。

## 断裂
隐伏的隆起和坳陷构造间的边界经常存在着大断裂。华北平原南部的隐伏构造方向大致为东西方向，平原北部主要是东北方向，但也有西北方向的断裂与之交切。

### 地震
太行山与燕山山麓、鲁中山地的西南边缘因断裂错动，近千年均发生过大地震。太行山山前大断裂的南段上发生过1830年磁县7.5级地震，1966年邢台7级地震；兰考-聊城大断裂带上发生过1937年菏泽7级地震；燕山山前因北东向、北西向、东西向断裂交切，经常发生地震：如1679年马坊8级地震、1536和1665年通县地震、1730年北京西苑地震、1976年唐山7.8级地震。

## 分区

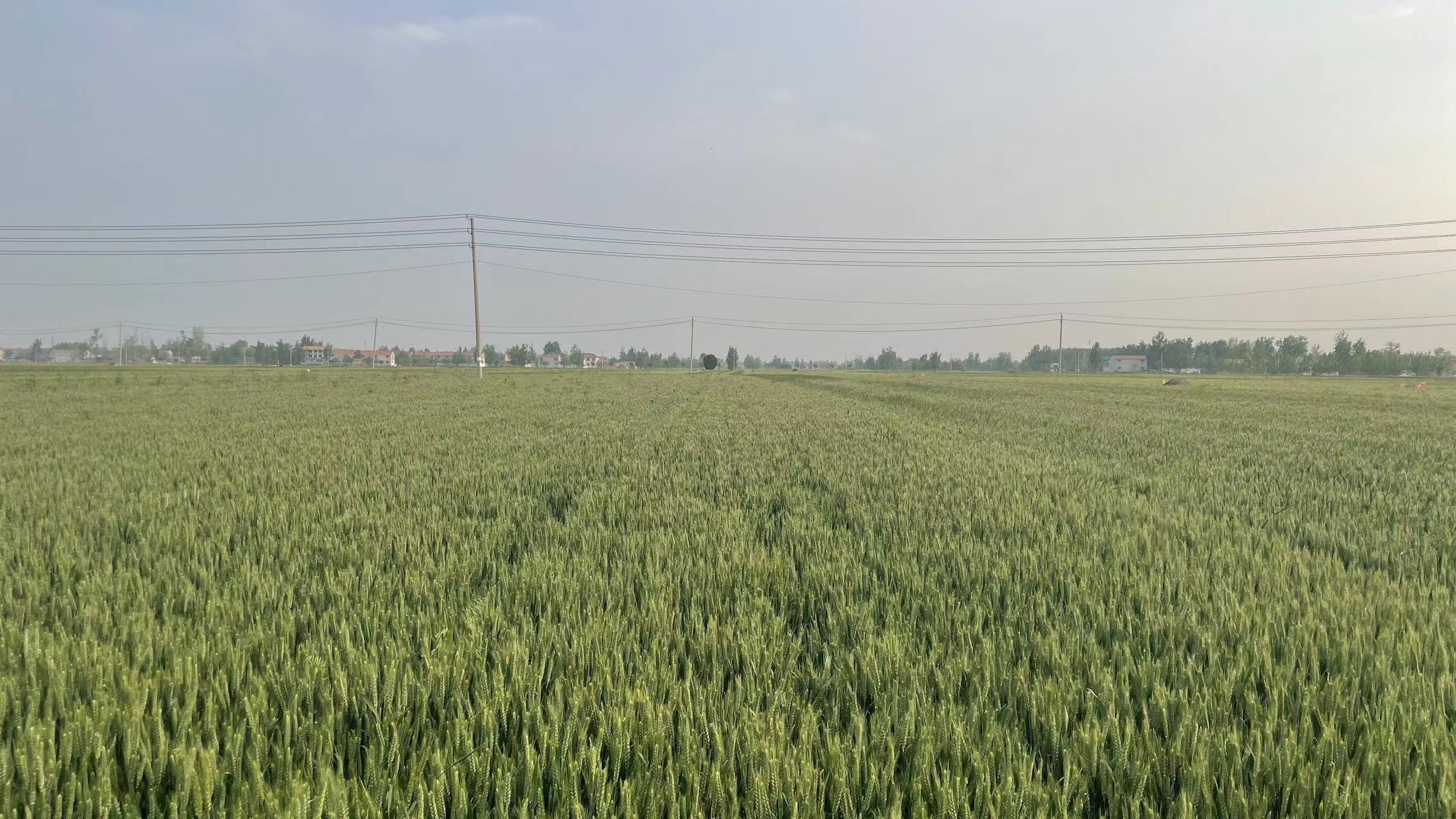
初夏的黄泛平原（摄于商丘）

根据华北平原不同的区域特征，可分为四个亚区平原：
1. 滦河及冀东其他独流入海河流平原，主要位于滦河中下游沿岸地区和其支流两岸，大致包括唐山平原地区的大部和秦皇岛平原地区的一部分，秦皇岛还拥有戴河、大汤河、新河等独流入海小河。
2. 海河平原，燕山以南，黄河以北，太行山以东地区。包括河北省中南部和东部、北京市的东南部、天津市大部（蓟州区北部的盘山山区除外）和山东省西北部黄河以北的部分。是由海河和黄河冲积形成的，所以也被称为黄海平原，是中国粮、棉的重要产区，南北距离达500多千米，所谓“千里平原”，主要作物为小麦、玉米和棉花。可以达到一年小麦、玉米两熟。
3. 黄泛平原，位于豫东、皖北，海河平原和淮北平原之间，是黄河冲积形成的，包括泛滥沉积，盐碱、沙化土地较多，但平均气温高，适合喜温抗沙作物生长，主要作物有小麦、玉米、棉花、花生、水稻、大蒜、枣等。
4. 淮北平原，淮河以北，黄泛区以南，是黄河泛滥和淮河冲积形成的，气温高，水源充沛，由于以前黄河泛滥，淤积淮河干道，造成这一带经常性灾荒，淮河经过疏通治理后，淮北平原成为中国水稻的主产区之一。

## 污染
环保部对华北平原北部的初步调查表明，华北平原局部地区地下水存在重金属超标现象，主要污染指标为汞、铬、镉、铅等，主要分布在天津市和河北省石家庄、唐山以及山东省德州等城市周边及工矿企业周围，具体包括北京昌平地区铅污染，石家庄市峡石沟生活垃圾填埋场铅、汞污染，邯郸东部地区铅、铬、汞、镉污染，和山东省滨州、德州、东营、济南、聊城等市铅污染；局部地区地下水有机物污染较严重，主要污染指标为苯、四氯化碳、三氯乙烯等，主要分布在北京市南部郊区(可能的污染源包括但不限于北京化工二厂、焦化厂、西郊机场油库)，河北省石家庄、邢台、邯郸城市周边，山东省济南地区-德州东部，河南省豫北平原等地区，具体包括天津农药厂、天津染化厂、天津蓟县杨津庄镇化工厂旧址、河北唐山钢建集团等周边地下水有机污染、石家庄市峡石沟生活垃圾填埋场、保定市石油炼化厂等有机污染、石家庄市元氏污水坑等有机污染、濮阳市油田区地下水有机污染等。海河流域受地表水入渗补给是地下水污染的重要原因，重点污染源排放也是造成地下水污染的重要原因。